# Libellago corbeti
Libellago corbeti là loài chuồn chuồn trong họ Chlorocyphidae. Loài này được van der Poorten mô tả khoa học đầu tiên năm 2009.